# نهائي بطولة الأندية الآسيوية 1999–2000
نهائي بطولة الأندية الآسيوية 2000 (دوري أبطال آسيا حالياً) هي مباراة كرة قدم لعبت بين نادي الهلال السعودي ونادي وجوبيلو إيواتا وإنتهت المباراة بفوز الهلال بنتيجة 3-2. ليتوّج الهلال بطلاً لبطولة الأندية الآسيوية للمرة الثانية في تاريخه.

## تفاصيل المباراة
| الهلال                       | 3–2 (ب.و.إ.) | جوبيلو إيواتا                              |
| ---------------------------- | ------------ | ------------------------------------------ |
| سيرجيو ريكاردو 3'، 89'، 102' |              | ماساشي ناكاياما 18' · ناوهيرو تاكاهارا 19' |

## وصلات خارجية
- بطولة الأندية الآسيوية 2000 على RSSSF.com